# Єлизаров Сергій Ігорович
Сергій Ігорович Єлизаров (рос. Сергей Игоревич Елизаров; 5 лютого 1985, м. Ленінград, СРСР) — російський хокеїст, нападник. Виступає за «Мечел» (Челябінськ) у Вищій хокейній лізі. 
Вихованець хокейної школи «Сибір» (Новосибірськ). Виступав за «Іжорець» (Колпино), «Сибір» (Новосибірськ), «Енергія» (Кемерово), «Амур» (Хабаровськ), «Нафтовик» (Леніногорськ), «Алтай» (Барнаул), «Зауралля» (Курган), «Капітан» (Ступіно), «Казахмис» (Сатпаєв), «Сариарка» (Караганда), «Казцинк-Торпедо».